# Larry Linville

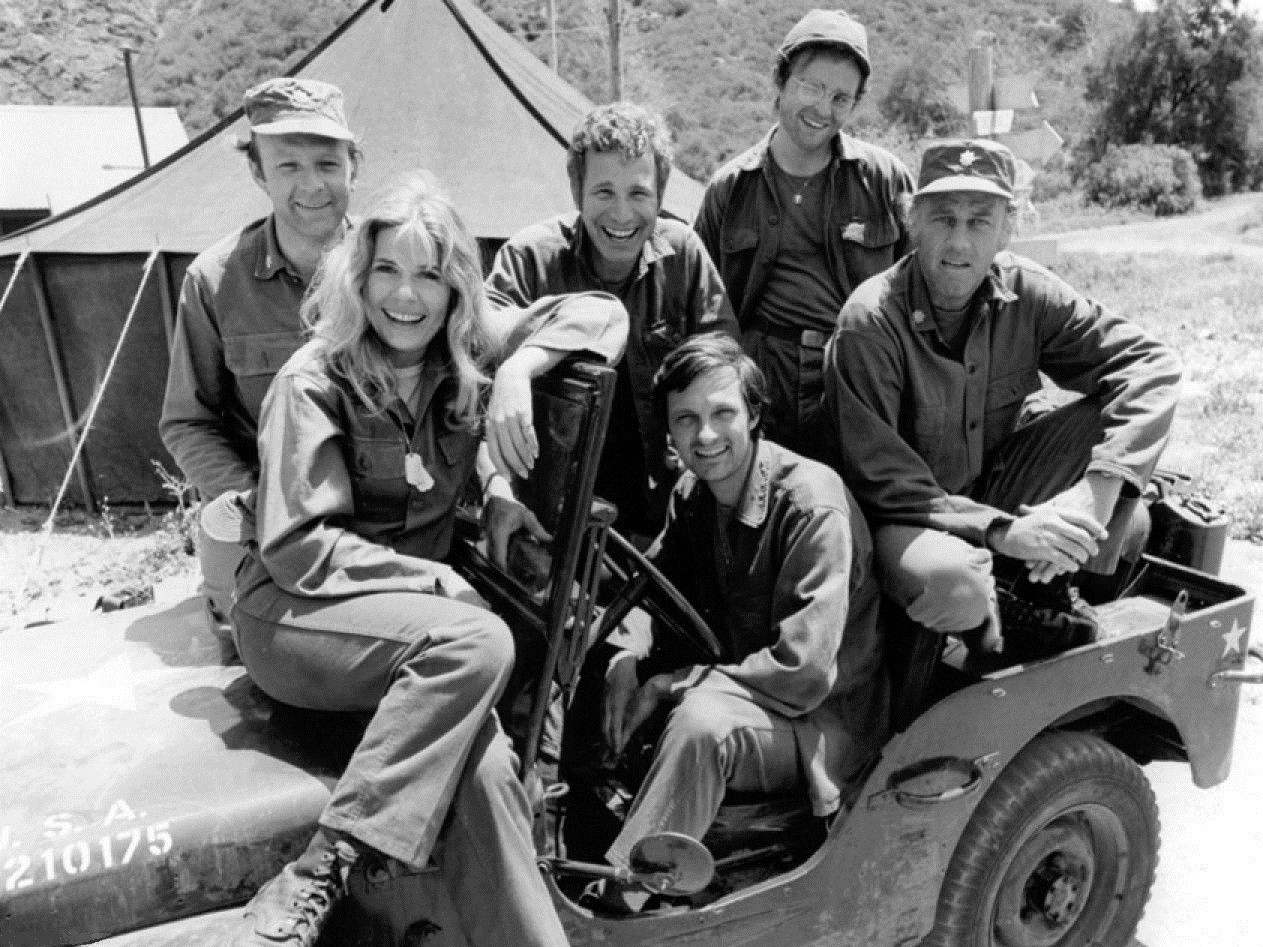
Larry Linville na planie serialu M*A*S*H w 1974 roku (z lewej)

Larry Linville (ur. 29 września 1939 w Ojai, zm. 10 kwietnia 2000 w Nowym Jorku) – amerykański aktor filmowy. Sławę zdobył jako odtwórca roli majora Franka Burnsa w serialu M*A*S*H.